# Ayyoub Bouaddi
Ayyoub Bouaddi (* 2. Oktober 2007 in Senlis) ist ein französisch-marokkanischer Fußballspieler, der bei OSC Lille in der Ligue 1 spielt.

## Karriere

### Verein
Bouaddi begann seine fußballerische Ausbildung im Alter von vier Jahren, 2012, beim AFC Creil. Nach fast neun Jahren dort wechselte er im Sommer 2021 zum OSC Lille ins Juniorenleistungszentrum. Dort spielte er 2022/23 bereits im Alter von 15 Jahren neunmal für die A-Junioren in der Liga und einmal in der Coupe Gambardella. Ende August 2023 unterschrieb er bereits seinen ersten Profivertrag bei Lille. Nach Einsätzen auch für das Zweitteam in der National 3, debütierte er am 5. Oktober 2023 im zweiten Gruppenspiel gegen den KÍ Klaksvík über die vollen 90 Minuten für die Profis in der Conference League. Dadurch wurde er zum jüngsten Spieler überhaupt, der jemals in einem offiziellen Spiel des OSC Lille auflief. Er brach damit den Rekord von 1978, welchen Joël Henry hielt. Mit diesem Einsatz im Alter von 16 Jahren und drei Tagen wurde er auch der jüngste Spieler in der europäischen Europapokalhistorie.

### Nationalmannschaft
Bouaddi läuft derzeit für die Junioren Frankreichs auf.